# Olinta bubastes
Olinta bubastes är en insektsart som först beskrevs av John Obadiah Westwood 1859.  Olinta bubastes ingår i släktet Olinta och familjen Pseudophasmatidae. Inga underarter finns listade i Catalogue of Life.